# Maison Verhaeghe
La Maison Verhaeghe est un immeuble de style Art nouveau réalisé en 1906 par l’architecte Gustave Strauven à Schaerbeek en Belgique (région de Bruxelles-Capitale).
Elle est reprise sur la liste des monuments classés de Schaerbeek depuis le 13 juillet 2006.

## Situation
Cet immeuble est situé au no 43 de l'avenue Louis Bertrand à Schaerbeek. Quelques bâtiments plus loin, des numéros 53 à 61, se trouve un imposant immeuble à appartements réalisé aussi par Gustave Strauven la même année dans le même style (art nouveau).

## Description
Ce bâtiment est une construction asymétrique composée de deux travées et quatre niveaux élevés en brique blanche complétés de pierre de taille en bandeaux ou en encadrements aux formes originales. La travée de gauche est plus large que la droite (proportion 2/3-1/3) mais moins haute.

### Travée de gauche
Le soubassement réalisé en pierre bleue est un des plus remarquables du style Art nouveau à Bruxelles. La fenêtre de cave à deux meneaux protégée par un grillage en fer forgé aux lignes courbes est entourée de pierre de taille sculptée de grandes fleurs sur tige. La baie du rez-de-chaussée possède deux meneaux qui se transforment en consoles supportant l'oriel de forme trapézoïdale. Cet oriel en bois peint en blanc est lui-même coiffé d'une dalle de pierre sur laquelle se dresse une grille en fer forgé aux formes exubérantes. Cette dalle se prolonge à l'intérieur du bâtiment formant une loggia. Au dernier niveau, une terrasse est encadrée par des pilastres émergeant de cette travée.

### Travée de droite
Au-dessus de la porte d'entrée, se trouve une baie d'imposte ornée d'un vitrail à motif végétal symétrique. Elle éclaire le cabinet d'entresol. Deux sgraffites sont placés sur l'allège des baies des troisième et quatrième niveaux. Cette travée se termine par une fenêtre à meneau intégrée dans une tourelle coiffée d'une toiture en dôme à quatre pans surmontée d'un lanterneau en bois et d'un épi en fer forgé.

## Galerie

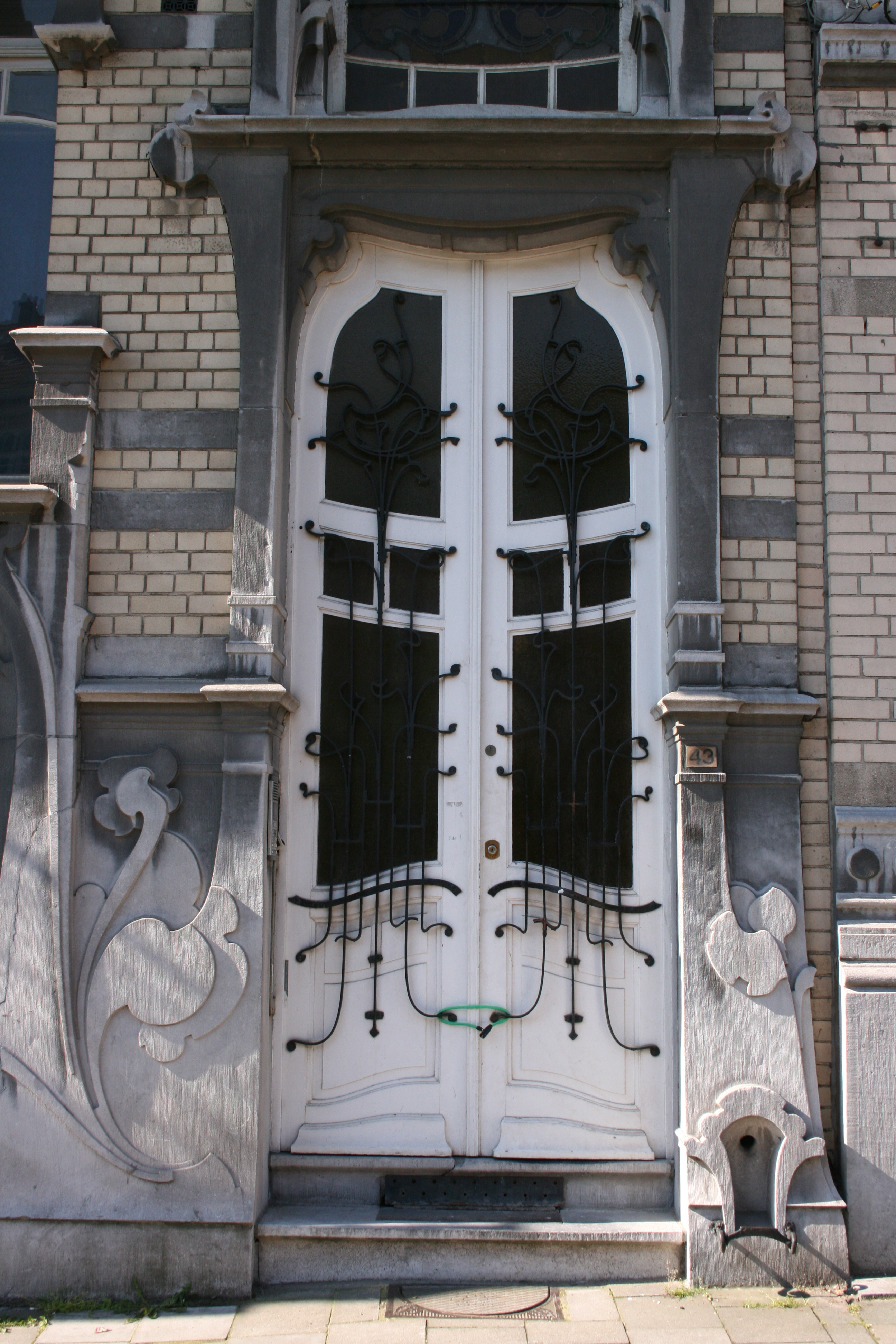
La porte d'entrée
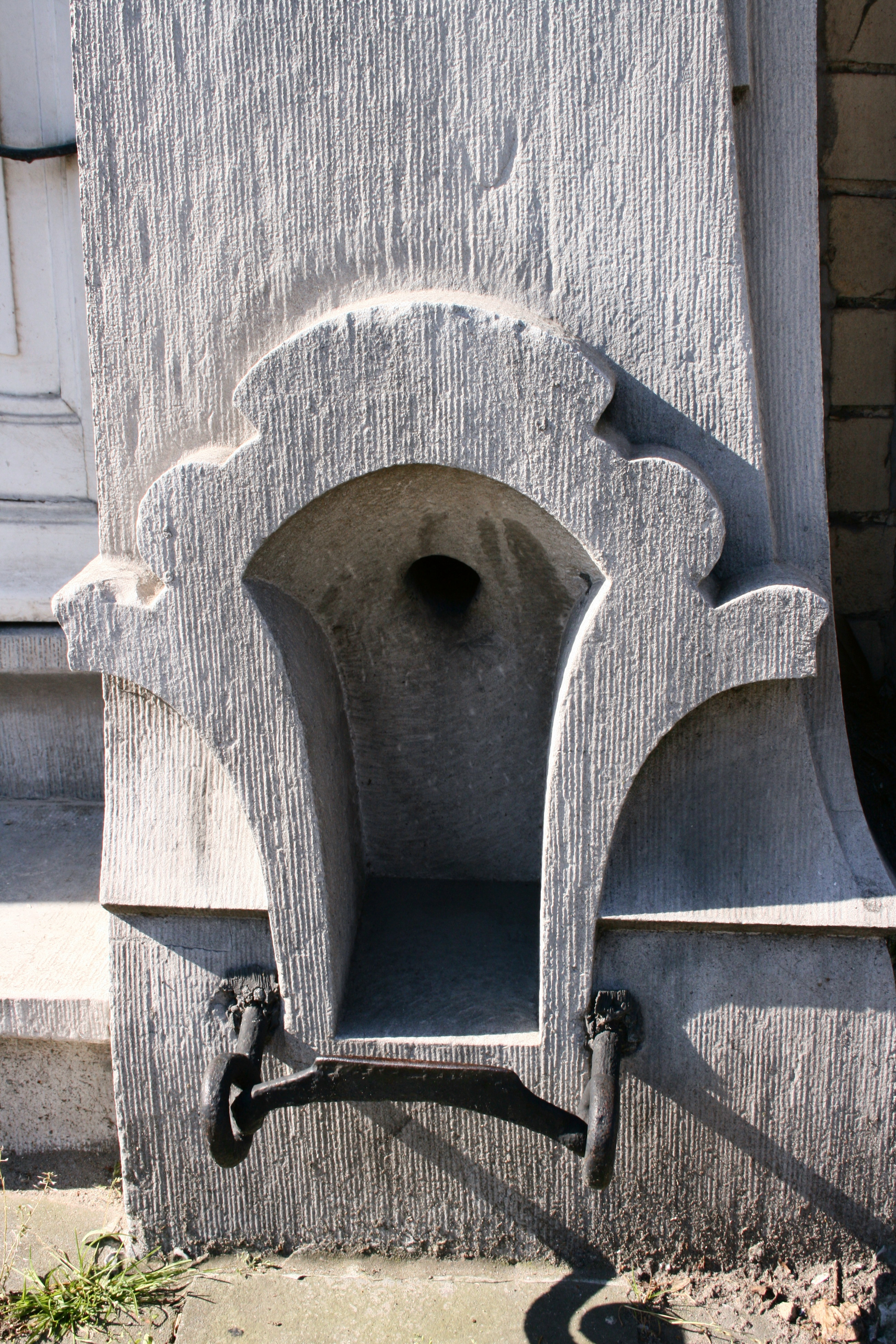
Grattoir pour chaussures
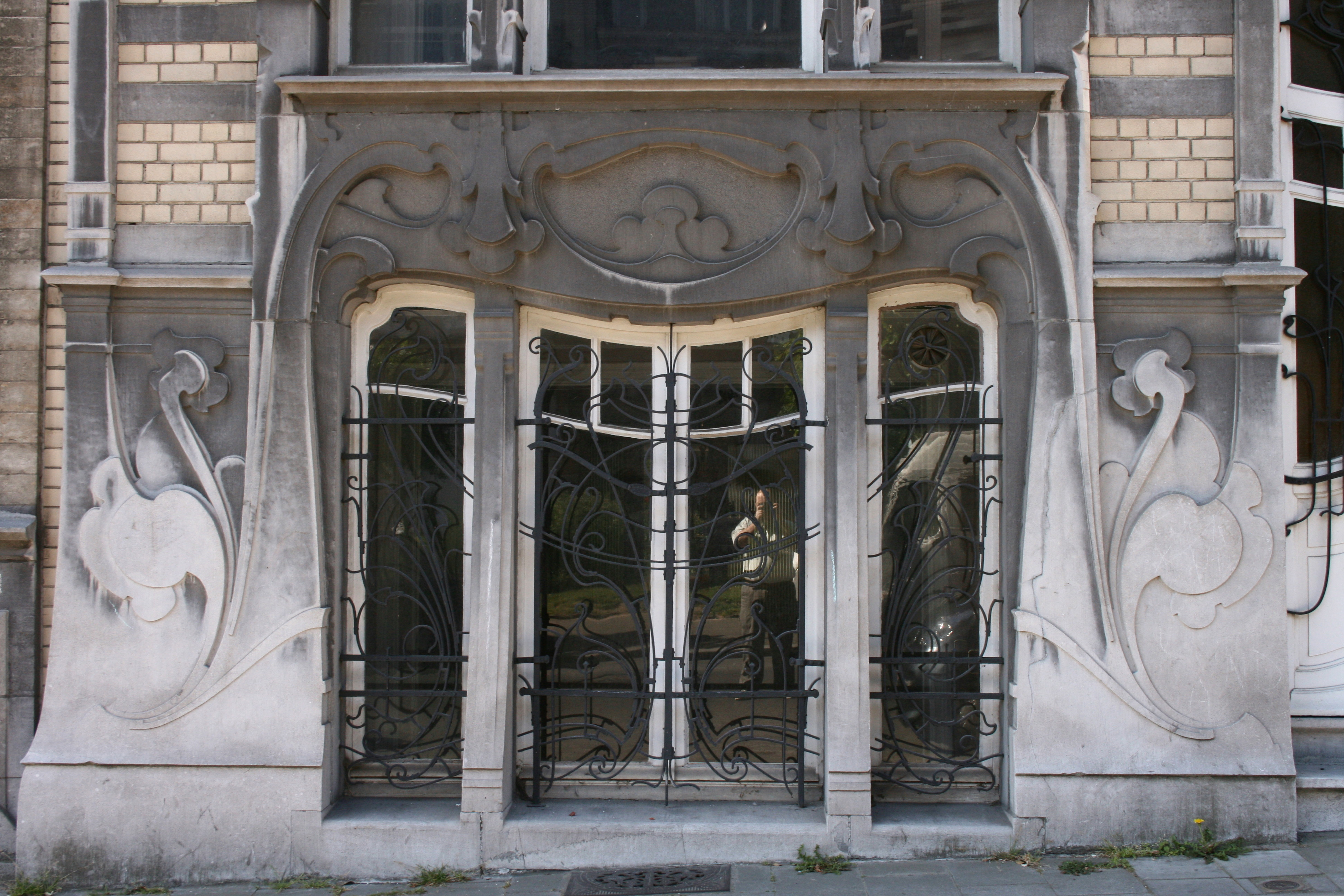
Le soubassement et la fenêtre de cave (travée de gauche)

## Source
- Ancienne Maison Verhaeghe – Inventaire du patrimoine architectural de la Région de Bruxelles-Capitale